# Agliardi (famiglia)
Gli Agliardi sono un'antica famiglia presente sul territorio di Bergamo già dal XII secolo.

## Storia
Malgrado non sia certa l'origine della famiglia, la tradizione vorrebbe che nel 1007 giungessero sul territorio della Val Cavallina dall'antica regione della Pannonia, tre fratelli. Questi furono poi i capostipiti di tre differenti famiglie: Agliardi, Martinengo e Terzi. Contrariamente si potrebbe supporre che possano derivare dagli Adelasio essendoci alcune affinità nei nomi dei diversi personaggi, almeno per i documenti risalenti al XII secolo.

## Stemma
Lo stemma della famiglia si compone in tre parti: nella prima parte su fondo oro vi è l'aquila con la corona e linguata di rosso. La parte centrale su fondo rosso, tre teste d'aglio a volte rovesciate altre al naturale. Nella terza parte sempre su fondo oro, vi sono due tralci di vite intrecciati.

## Personaggi

### Alessio Agliardi (1443-1506 circa)
Alessio Agliardi figlio di Bonifacio fu il personaggio più importante della famiglia. Studiò matematica da Luca Pacioli e probabilmente incontrò il Bramante, grande amico e collaboratore di Bartolomeo Colleoni, con lui condivide il primo progetto di formazione della Cappella Colleoni, molte furono le sue opere in Bergamo.

### Antonio Agliardi (1471 ca. - 1528)
Antonio era figlio di ALessio e di Zaccarina Benaglio. La sua presenza è documentata a fianco dell'architetto Pietro Isabello per la valutazione del quadro di Lorenzo Lotto presente nel palazzo Casotti de Mazzoleni. Fu nominato consigliere cittadini nel 1515, 1516 e 1528, e nel Consiglio dei Dieci nel 1523. Nel 1521 con l'Isabello accettò l'incarico di restaurare le Muraine, vecchie mura cittadine. Morì lasciando due figli in minore età.

### Lucrezia Agliardi (1480 ca. - 1557)
Lucrezia era figlia di Alessio e di Zaccaria Benaglio. Di lei rimane un ritratto di Giovan Battista Moroni fatto in tarda età o forse post mortem, raffigurata negli aniti di badessa del monastero di Sant'Anna di Albino, fondato dopo la morte del marito Francesco Gaetano Vertova, nonché dell'unico figlio. La donna non riuscendo più a ha vivere la vita cittadina, si trasferì ad Albino iniziando la vita monacale.

### Bonifacio Agliardi (1513 - 1580)
Bonifacio era figlio Antonio e di Apollonia Casotti, che erano stati ritratti da Lorenzo Lotto, crebbe quindi in una delle famiglie più importanti di Bergamo. Gest+ per passaggio ereditario la fondazione Pio Colleoni, incarico dato al padre direttamente dal condottiero. Sposò Angelica de' Nicolinis dalla quale ebbe quattro figli. Fu nominato consigliere cittadino negli anni dal 1551 al 1557 e fu tra i costitutori del Monte di Pietà, fondato nel 1557 fino al 1941. Il doge di Venezia lo nominò cavaliere aurato il 15 gennaio 1553. Rappresentò la città di Bergamo quando l'arciduca Carlo d'Austria fu ricevuto nel Castello di Malpaga per questo fu nominatoconte del Sacro Romano Impero da Massimiliano II d'Asburgo.

### Alessandro Agliardi  (1555 ca. - 1605)
Alessio era figlio di Bonifacio e di Angelica de' Nicolinis, di lui si conserva un ritratto opera di Francesco Zucco.Si unì in matrimonio con Ippolita della famiglia Benaglio dalla quale ebbe dieci figlie femmine un figlio maschio. Fu consigliere cittadino nel 1581-1589-1604, e nominato ambasciatore su incarico di Alvise Priuli sempre per la Serenissima alle eccelse tre Leghe della Retia Superiore dei Grigioni. Partecipò al fianco della Serenissima nella prima guerra di Morea contro gli ottomani. Morì lasciando figli ancora in minore età. La vedova pose una lapide nella chiesa alessandrina di via Pignolo.

### Bonifacio Agliardi (1585 circa - 1624)
Bonifacio fu l'unico figlio maschio di Alessandro e Ippolita Benaglio. Sposò Isotta dell'importante famiglia Secco Suardo il 29 marzo 1611. Dal matrimonio nacquero due figli, Bonifacio poi vescovo di Adria, e Camillo che proseguì la discendenza.

### Bonifacio Agliardi (1612 - 1667)
Bonifacio era figlio primogenito di Bonifacio e Isotta Secco Suardi del ramo del ramo de' Siccis Commenis da Lendinara; fin da giovane si avvicinò agli studi teologici venendo nominato vescovo nel 1655 di Adria. Letterato e saggista fu tra i fondatori dell'accademia degli eccitati di Bergamo con Donato Calvi e Clemente Rivola. Suo il necrologio al cavaliere Andrea Martinoni morto nel 1648 durante la battaglia di Candia del 1648.

### Bonifacio Agliardi (1635 - 1710)
Bonifacio era figlio di Camillo e Ettora dell'importante famiglia Martinengo, risulta sia stato battezzato nella basilica alessandrina della Colonna il 16 settembre 1635 avendo per padrino il capitano di Bergamo Giovanni Priolo. Sposò Angela Pessina de' Locatelli vedova Borella il 17 gennaio 1655. Fecce parte della congregazione della Misericordia Maggiore nella seconda metà del XVII secolo. Grazie alla dote moglie, e alla sua capacità amministrativa, fu il primo della famiglia a divenire Cosignori della Calciana Inferiore. Bonifacio sembra che vivesse in modo più dispendioso. Ebbe due figli Camillo e Isotta. Il personaggio fu ritratto da Antonio Cifrondi in un dipinto conservato in collezione privata,  e da Evaristo Baschenis nel famoso trittico.

### Alessandro Agliardi (1636 - 1692)
Alessandro era figlio di Camillo e Ettora Martinengo, risulta essere battezzato il 16 agosto 1636, padrini furono Srmanno Gambara e Orsola Brembati. Studiò medicina presso l'università di Padova ma coltivò la passione per la musica e l'arte. Fu infatti immortalato in un dipinto di Evaristo Baschenis nell'atto di suonare uno strumento musicale. Coinvolto in un atto mortale gli furono confiscati i beni per essere poi riabilitato nel 1694 grazie all'interessamento dell'amico Sobieski re di Polonia. Fu consigliere della Fondazione MIA nel 1674 fino al 1680, nonché membro del consiglio comunale nel 1674 e 1692. Risulta nominato con la bolla del 24 marzo 1681, famigliare intimo di Vincenzo Ottavio Ursino.

### Pietro Agliardi (1825 - 1886)
Pietro, pittore paesaggista, era figlio di Paolo e di Marianna dei Conti Pesenti; sposò la sorella del garibaldino Luigi Caroli, Elisa Caroli il 18 agosto 1857. Si dedicò fin da giovanissimo alla pittura esponendo già a 18 anni in Accademia Carrara. Di lui si conserva un ritratto giovanile opera di Giacomo Gritti. Oltre a proseguire nella pittura il 23 aprile 1866 fu nominato commissario dell'accademia. La sua vita fu segnata da un grave lutto, il 7 maggio del 1882 muore la figlia Camilla Angela Maria a soli 23 anni, questo evento lo colpirà molto, portandolo a morire dopo quattro anni a Bergamo. Famosi sono i suoi paesaggi bergamaschi, terra che amava. Saprà cogliere il passaggio dal paesaggio romantico, alla pittura dal vero.